# Victoire Jasmin
Victoire Jasmin (Morne-à-l'Eau, 23 de dezembro de 1955 – Paris, 6 de outubro de 2023) foi uma política socialista francesa. Ela representou Guadalupe no Senado francês.

## Carreira médica
Jasmin trabalhou como enfermeira em Pointe-à-Pitre.

## Carreira política
Durante a pandemia de COVID-19 em Guadalupe, ela pediu ao governo francês que apaziguasse a crescente agitação social na ilha.

## Ideologia política
Ela opõe-se à vacinação obrigatória.

## Morte
Jasmin morreu no dia 6 de outubro de 2023 aos 67 anos.